# Amputoearinus pectusacutum
Amputoearinus pectusacutum är en stekelart som beskrevs av Lindsay och Michael J. Sharkey 2006. Amputoearinus pectusacutum ingår i släktet Amputoearinus och familjen bracksteklar. Inga underarter finns listade i Catalogue of Life.